# Peter Houtman
Petrus Johannes „Peter“ Houtman (* 4. Juni 1957 in Rotterdam) ist ein ehemaliger niederländischer Fußballspieler.

## Werdegang
Nach dem Durchlaufen der Jugendabteilung von Feyenoord Rotterdam wurde Houtman für ein Jahr an den FC Groningen ausgeliehen, wo er in 32 Spielen 23-mal traf. Im Folgejahr bei Feyenoord traf er lediglich 5-mal in 15 Spielen. Der Erfolg blieb auch im Folgejahr beim FC Brügge (15 Spiele / 3 Tore) aus. Zurück beim FC Groningen lief es wieder besser. Hier traf er in 40 Partien 21-mal. Diese Leistung brachte ihm einen abermaligen Transfer zu seiner großen Liebe Feyenoord ein. In der darauf folgenden Saison 1982/83 erlebte seine Karriere ihren Höhepunkt. Er wurde Europas bester Torschütze (30 Treffer in 32 Spielen) und gewann mit seinem Club Feyenoord die Meisterschaft. In den zwei darauf folgenden Jahren schoss er in 64 Spielen 42 Tore, ehe er 1985/86 wieder beim FC Groningen spielte, wo er in 2 Jahren in 45 Spielen 26-mal ins Netz traf. Seine Karriere setzte er danach wenig erfolgreich im Ausland fort. Bei Sporting Lissabon (19 Spiele / 3 Tore) musste er nach einer Saison wieder gehen und fand abermals den Weg zu seinem Traumclub Feyenoord. Aber auch hier stellte sich der Erfolg nicht mehr ein. Doch beim Stadtrivalen Sparta Rotterdam fand er wieder zu gewohnter Stärke: in 76 Spielen erzielte er 32 Treffer.
Trotz seiner guten Torausbeute (303 Partien / 165 Treffer) spielte Houtman kaum für die Niederländische Nationalmannschaft. Er absolvierte nur acht Länderspiele, in denen er sieben Tore erzielte (u. a. das 2:1 gegen Spanien in der Qualifikation zur EM 1984).
Houtman war über 27 Jahre Stadionsprecher bei Feyenoord Rotterdam. Im Jahr 2025 beendete er dieses Engagement, nachdem bei ihm die Alzheimer-Krankheit diagnostiziert worden war.